# Кордич, Шалета
Шалета Кордич (черног. Šaleta Kordić; 19 апреля 1993, Котор, Союзная Республика Югославия) — черногорский футболист, нападающий греческого клуба «Айоликос». 
В 2020 году сыграл один матч за сборную Черногории.

## Карьера
Футбольную карьеру начал в 2012 году в составе «Воеводины».
Летом 2019 года стал игроком черногорского клуба «Подгорица».
Летом 2021 года перешёл в черногорский клуб «Будучност» Подгорица.
В 2022 году подписал контракт с казахстанским клубом «Акжайык».

## Достижения
«Сутьеска»
- Чемпион Черногории (2): 2017/18, 2018/19

## Клубная статистика
| Игровая карьера | Игровая карьера | Игровая карьера | Лига | Лига | Кубок | Кубок | Межд. | Межд. | Др. | Др. |
| --------------- | --------------- | --------------- | ---- | ---- | ----- | ----- | ----- | ----- | --- | --- |
| 2017/18         | Сутьеска        | А               | 8    | 3    | —     | —     | —     | —     | —   | —   |
| 2018/19         | Сутьеска        | А               | 8    | 0    | 1     | 2     | 4     | 0     | —   | —   |
| 2019/20         | Подгорица       | А               | 27   | 6    | 2     | 1     | —     | —     | —   | —   |
| 2020/21         | Подгорица       | А               | 24   | 10   | 1     | 1     | —     | —     | —   | —   |
| 2021/22         | Будучност       | А               | 13   | 4    | —     | —     | 2     | 0     | —   | —   |
| 2022            | Акжайык         | A               | 1    | 0    | —     | —     | —     | —     | —   | —   |